# Лозинская, Ольга Сергеевна
О́льга Серге́евна Лози́нская (10 [23] августа 1909, Одесса, Херсонская губерния — 11 июня 1978, Киев) — советский архитектор, член Союза архитекторов СССР (1935).

## Биография
Родилась 10 (23) августа 1909 года в Одессе.
В 1928—1931 годах училась на архитектурном факультете в Одесском строительном институте.
В 1931—1944 годах работала в проектных учреждениях Москвы. С 1944 года — архитектор в Киевском проектном институте «Горстройпроект».
Умерла 11 июня 1978 года в Киеве.

## Творческая деятельность
Автор проектов: жилые дома в Москве, Новокузнецке, Фергане, планирование застройки города Кривой Рог, рабочих посёлков в городах Запорожье, Макеевка, Александрия, Богуслав (1930—1940-е), сооружение Военной школы в Киеве по улице Мельникова (1933), восстановление жилых домов в Киеве: по улице Антоновича, 23, улице Филиппа Орлика, 5, жилой дом по Бассейной улице, 17 (1956—1958), застройка центральной площади в Переяславе-Хмельницком (в соавторстве, 1954), проекты детальной планировки Белой Церкви (1960), Тетиева (1961), реконструкция корпусов Областной больницы в Киеве (1964), соавтор проекта станции «Университет» Киевского метрополитена (1960) и др.

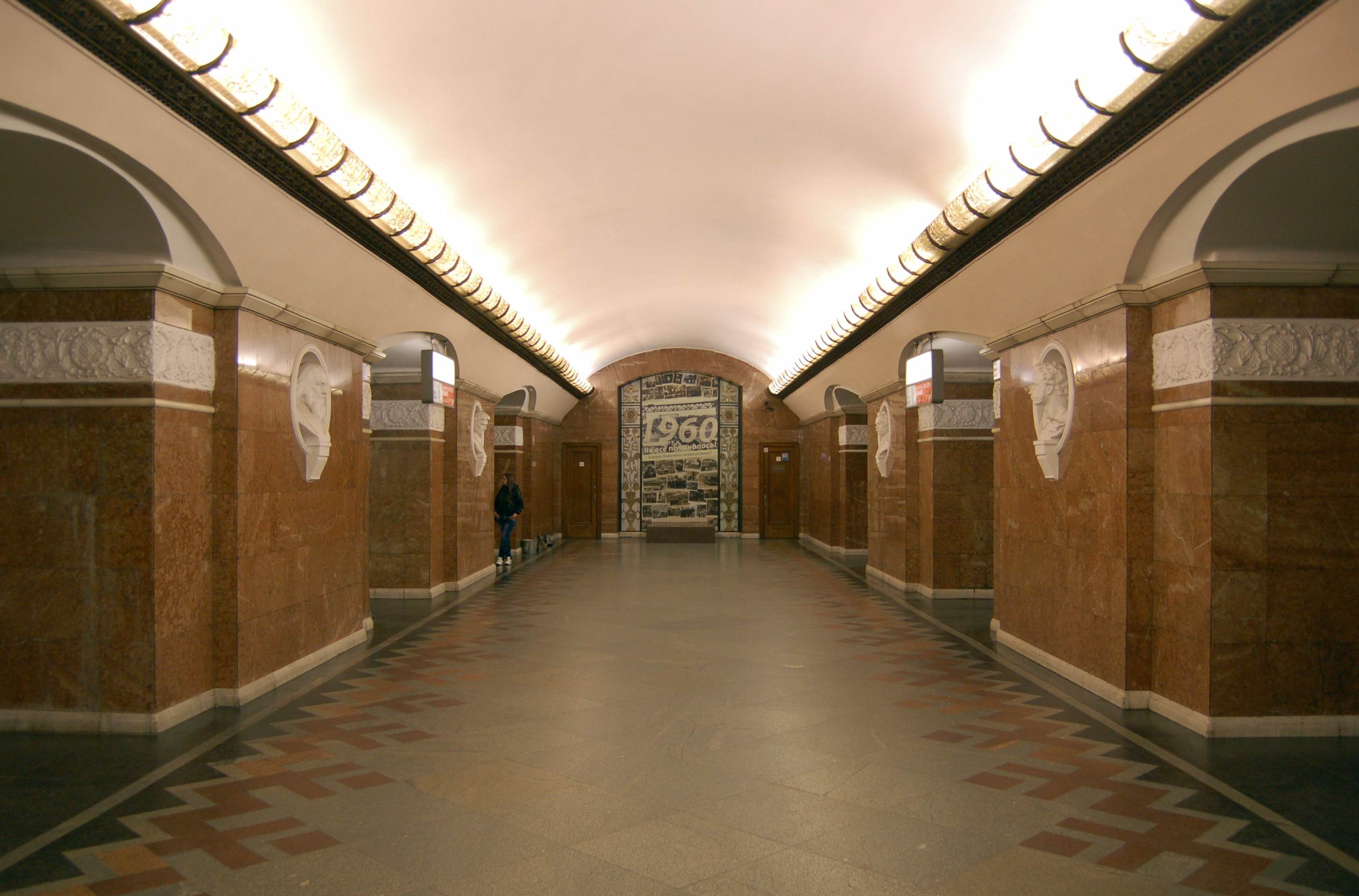
Станция метро «Университет» (1960)